# Půda (stavebnictví)

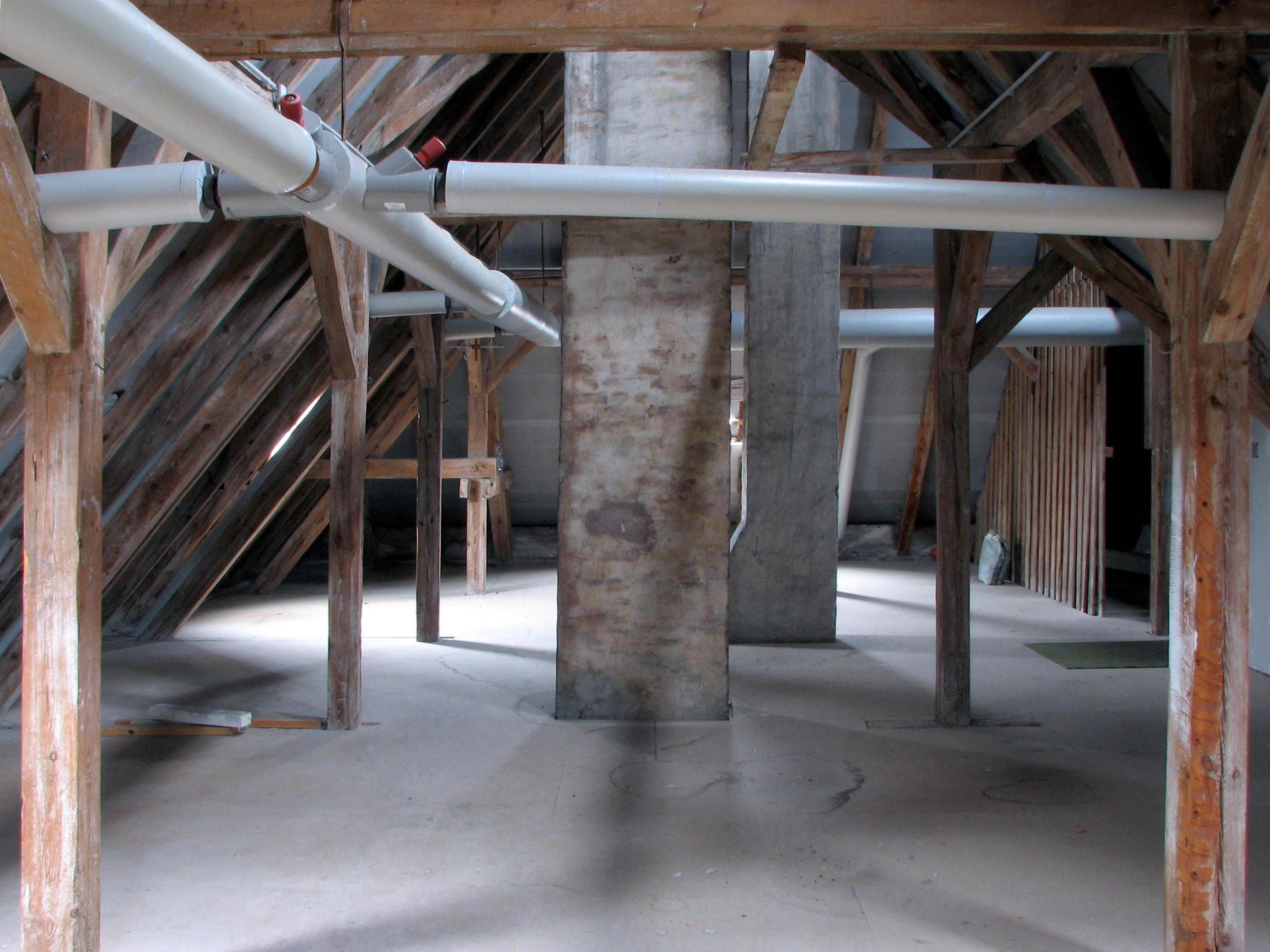
Půda

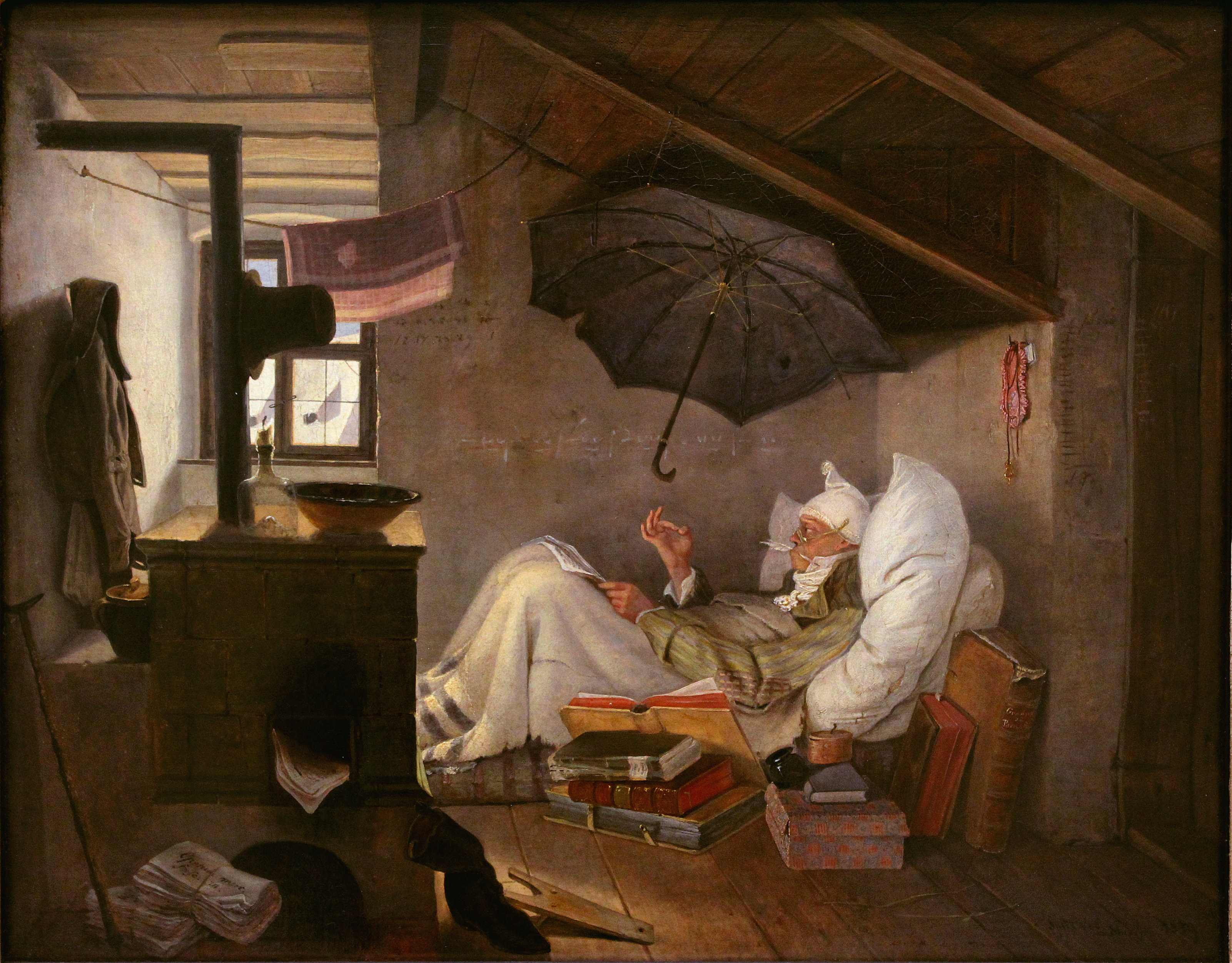
Obraz Chudý básník od Carla Spitzwega ukazuje obytnou půdu.

Půda je prostor, který se nachází bezprostředně pod lomenou střechou domu (někdy také podkroví nebo loft; nářečně, zejména na Moravě hůra). Půda vyplňuje prostor mezi stropem posledního podlaží a krovem. Z toho důvodu má půda zkosený strop, sníženou světlou výšku a těžko přístupná zákoutí. Půda je obvykle prostor, který je velmi špatně nebo vůbec tepelně izolován. Je buď prázdný nebo se využívá jako odkladiště nepotřebných věcí případně jako sušárna prádla. Přístup na půdu zabezpečuje schodiště nebo žebřík.
Někdy je půda přebudovaná na obytný prostor (podkrovní byt, půdní vestavba). V takovém případě je prostor tepelně izolován a dodatečně prosvětlen okny, střešními okny nebo vikýři. Půdu lze pak využít například jako ložnici nebo pracovnu.
Půda je oblíbeným útočištěm některých druhů zvířat, například plchů, některých netopýrů nebo vos a sršňů. Půdu také obýval pohádkový Vikýřník známý z knihy Karla Michala.